# Kakost

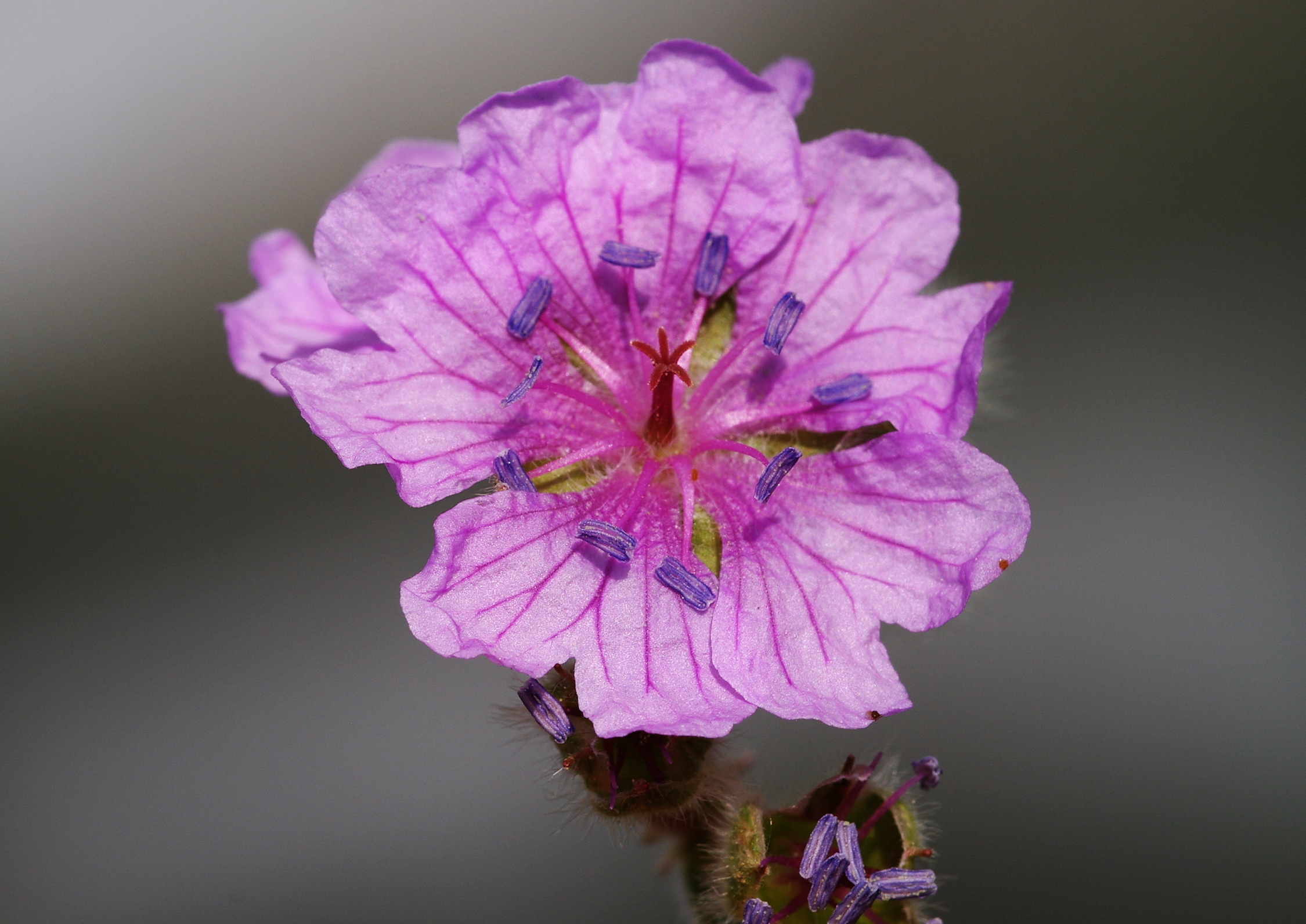
Exotický květ kakostu hlíznatého

Kakost (Geranium) je rod jednoletých a vytrvalých rostlin z čeledi kakostovitých, který je tvořen asi 430 druhy (v české přírodě se jich objevuje okolo 20). Vyskytují se hlavně v mírném pásmu, a to na všech světadílech, jisté druhy rostou i v horách tropických oblastí. Tak široký rod obsahuje druhy s různými ekologickými nároky, teplomilné druhy vyžadují propustné půdy a slunná stanoviště, stínomilné naopak hlubší a těžší půdy které jsou dostatečně vlhké.

## Název
Rostlinu pojmenoval česky „kakost“ Jan Svatopluk Presl, využil při tom staročeské slovo nejistého významu. Slovensky se pak kakostu říká pakost.

## Popis
Kakosty jsou většinou byliny a jen řídce keře vysoké 10 až 70 cm, velmi často porostlé různými druhy chlupů. Listy vyrůstají nejčastěji vstřícně, mají palisty, bývají dlanitě dělené až dlanitě laločnaté a ojediněle lichozpeřené. Listy jsou obvykle zelené, ale bývají i šedé, bronzové nebo načervenalé. Přízemní listy s řapíky rostou v listové růžici. Většině druhů listy na podzim opadají, některé, např. kakost Endressův (Geranium endressii) jsou stálezelené i přes zimní období.
Květy se stopkami jsou pravidelné, pětičetné, oboupohlavné a obvykle vyrůstají v terminálních nebo úžlabních dvoukvětých vidlanech, jen řídce jednotlivě. Kališní i korunní lístky jsou volné, korunní jsou obvykle zúžené do nehtíku a mívají barvu modrou, červenou, červenofialovou, fialovou, hnědofialovou, růžovou nebo i bílou.
V květu je deset tyčinek vyrůstajících ve dvou kruzích a svrchní, pětipouzdrý semeník obsahující v každém pouzdru po dvou vajíčkách, z nichž jedno zakrní a pouze z druhého se po opylení vyvine semeno. Semeník vytvořený z pěti plodolistů nese zahnutou čnělku rozštěpenou do pěti blizen. U báze tyčinek je pět medových žlázek. Dozrálý zobanitý plod, merikarp, se rozpoltí v pět pouzder obsahující po jednom semeni. Pouzdra se od trvalého středního sloupku oddělují a jsou držena jen obloukovitě napruženými osinami, ty se ve vhodný čas uvolní a vystřelí semena do vzdálenosti několika metrů.

## Význam
Mnohé druhy jsou již po staletí využívány pro své líbivé květy, dekorativní listy a pokryvný účinek jako okrasné rostliny, např. kakost krvavý, kakost luční, kakost lesní a byly z nich vyšlechtěny mnohé kultivary odlišující se habitem neb barvou květů či listů. Populární se stávají i druhy stínomilné, těch se využívá jako půdokryvných pro vytvoření uzavřeného porostu pod korunami stromů, např. kakost oddenkatý či kakost Endressův. Pro suchá výslunná místa, skalky či suché zídky je vhodný kakost krvavý. Původní druhy kakostů se množí semeny a kultivary dělením nebo kořenovými řízky.
Jsou i druhy považované za nepříjemné, z domácích je to hlavně kakost smrdutý, nepříjemně páchnoucí stínomilná rostlina. V české přírodě vyrůstají i druhy hodnocené přímo jako plevelné, např. kakost maličký, kakost dlanitosečný nebo kakost holubičí, vyskytující se v kulturních plodinách.

## Možnost záměny
V minulosti byly současné rody kakost a pelargonie řazeny do stejného rodu Geranium. Později byl pro jihoafrické druhy vytvořen samostatný rod Pelargonium s českým jménem pelargonie, hovorově muškát nebo čapí nos. Oba rody však bývají navzájem zaměňovány. Pelargonie mají oproti kakostům dlanité, téměř kulaté listy, jejich lodyhy vespod obvykle dřevnatí, korunní lístky nemají stejné, jejich spodní lístek vybíhá v tenkou, dutou ostruhu a z tyčinek bývá obvykle plodných jen pět či sedm.

## Taxonomie
Z celkového počtu okolo 430 druhů rodu kakost se v přírodě České republiky vyskytuje těchto 21 druhů.
- kakost bahenní (Geranium palustre)
- kakost dlanitosečný (Geranium dissectum)
- kakost gruzínský (Geranium ibericum)
- kakost hladký (Geranium aequale)
- kakost hnědočervený (Geranium phaeum)
- kakost holubičí (Geranium columbinum)
- kakost krvavý (Geranium sanguineum)
- kakost lesní (Geranium sylvaticum)
- kakost luční (Geranium pratense)
- kakost maličký (Geranium pusillum)
- kakost měkký (Geranium molle)
- kakost oddenkatý (Geranium macrorrhizum)
- kakost okrouhlolistý (Geranium rotundifolium)
- kakost nachový (Geranium purpureum)
- kakost pyrenejský (Geranium pyrenaicum)
- kakost rozkladitý (Geranium divaricatum)
- kakost různobarvý (Geranium versicolor)
- kakost sehnutý (Geranium reflexum)
- kakost sibiřský (Geranium sibiricum)
- kakost smrdutý (Geranium robertianum)
- kakost Thunbergův (Geranium thunbergii)

Mimo tyto recentní druhy existují ještě dva, které z českého území již vymizely a jsou považovány za vyhynulé:
- kakost český (Geranium bohemicum)
- kakost lesklý (Geranium lucidum)

Některé z uvedených druhů jsou rostliny v české krajině původní, mnohé se tam dostaly v době nepříliš minulé a jsou považovány za neofyty a jiné se vyskytují jen příležitostně po úniku zplaněných nepůvodních rostlin ze zahrad.

## Galerie

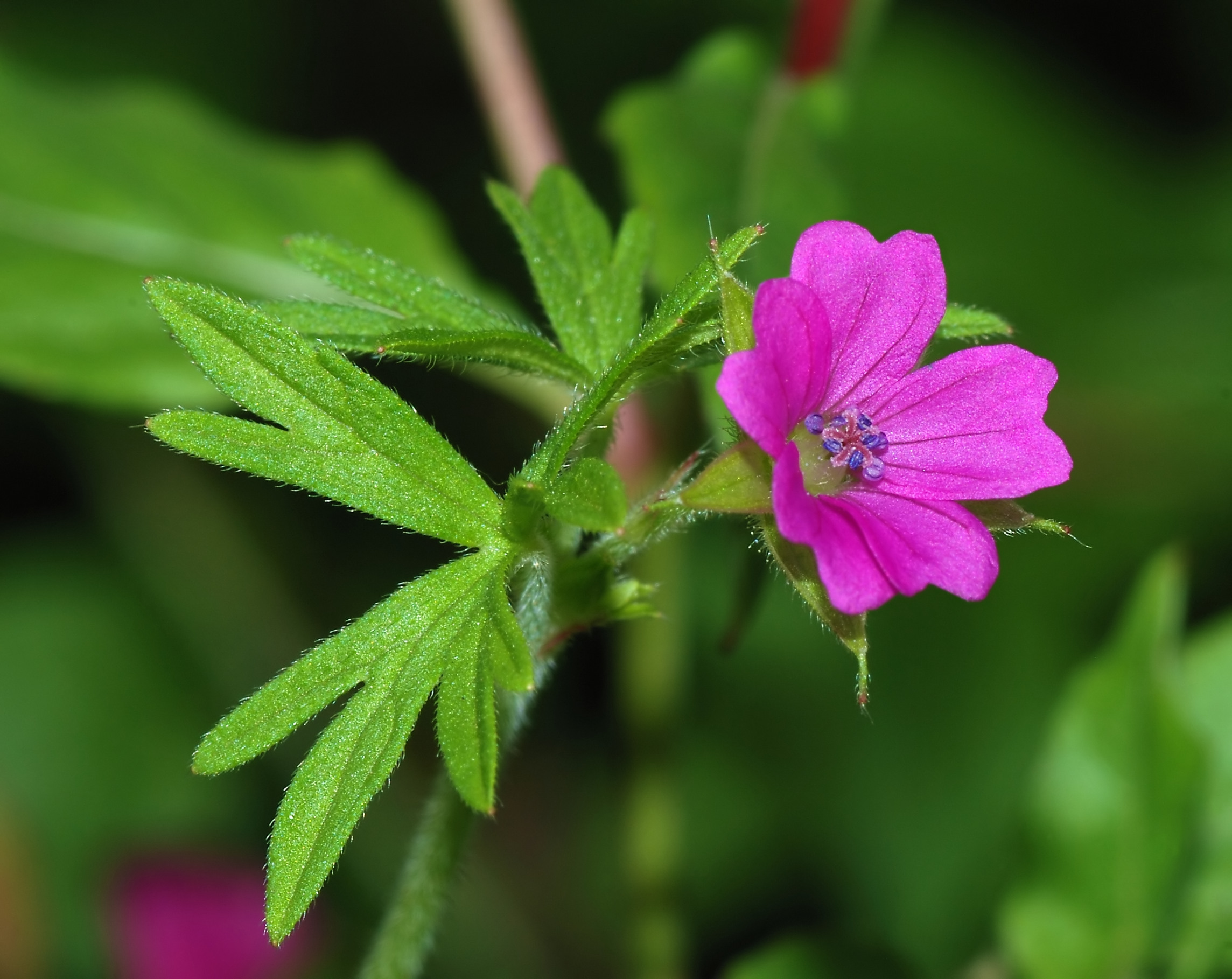
Kakost dlanitosečný
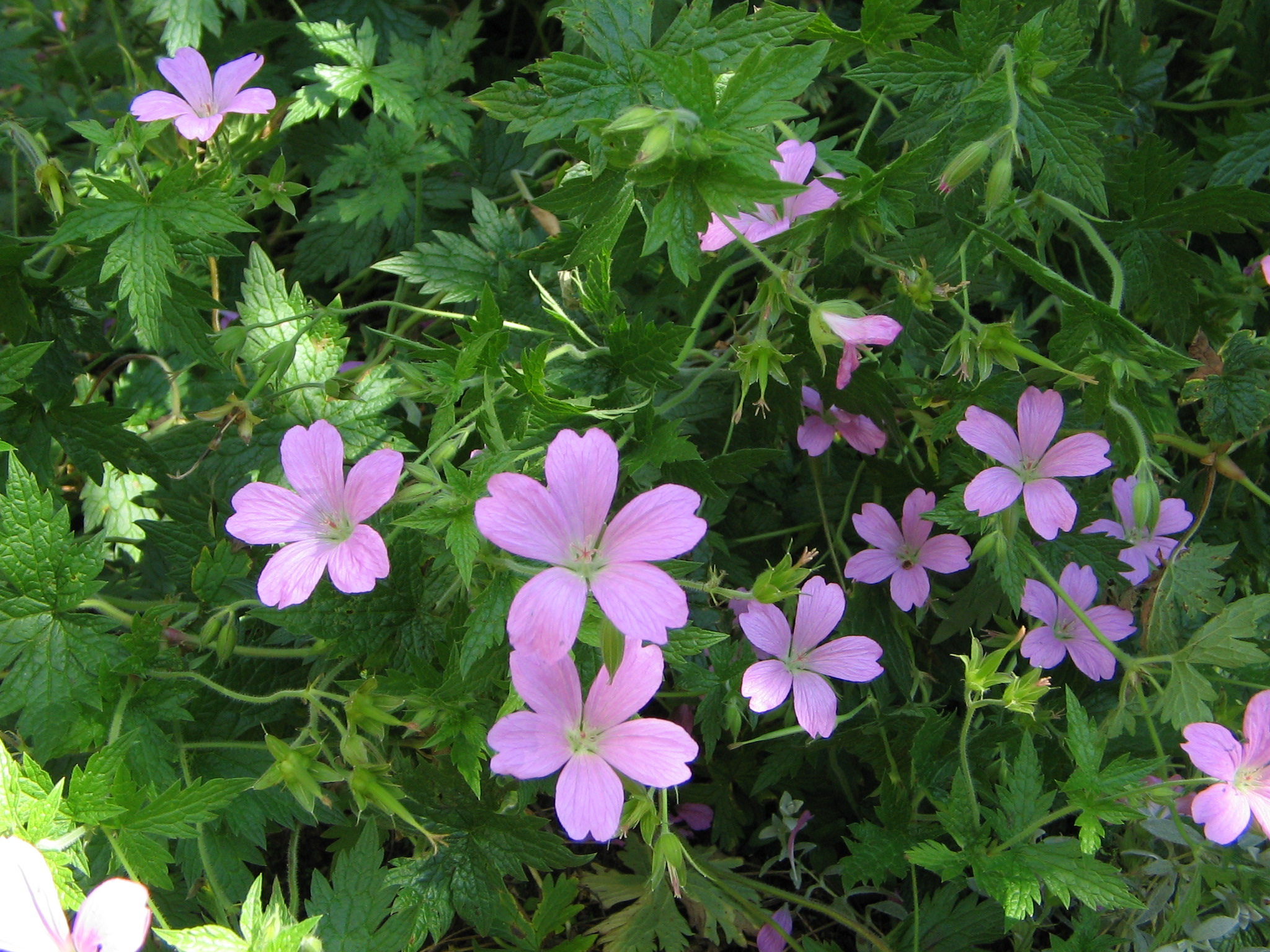
Kakost Endressův
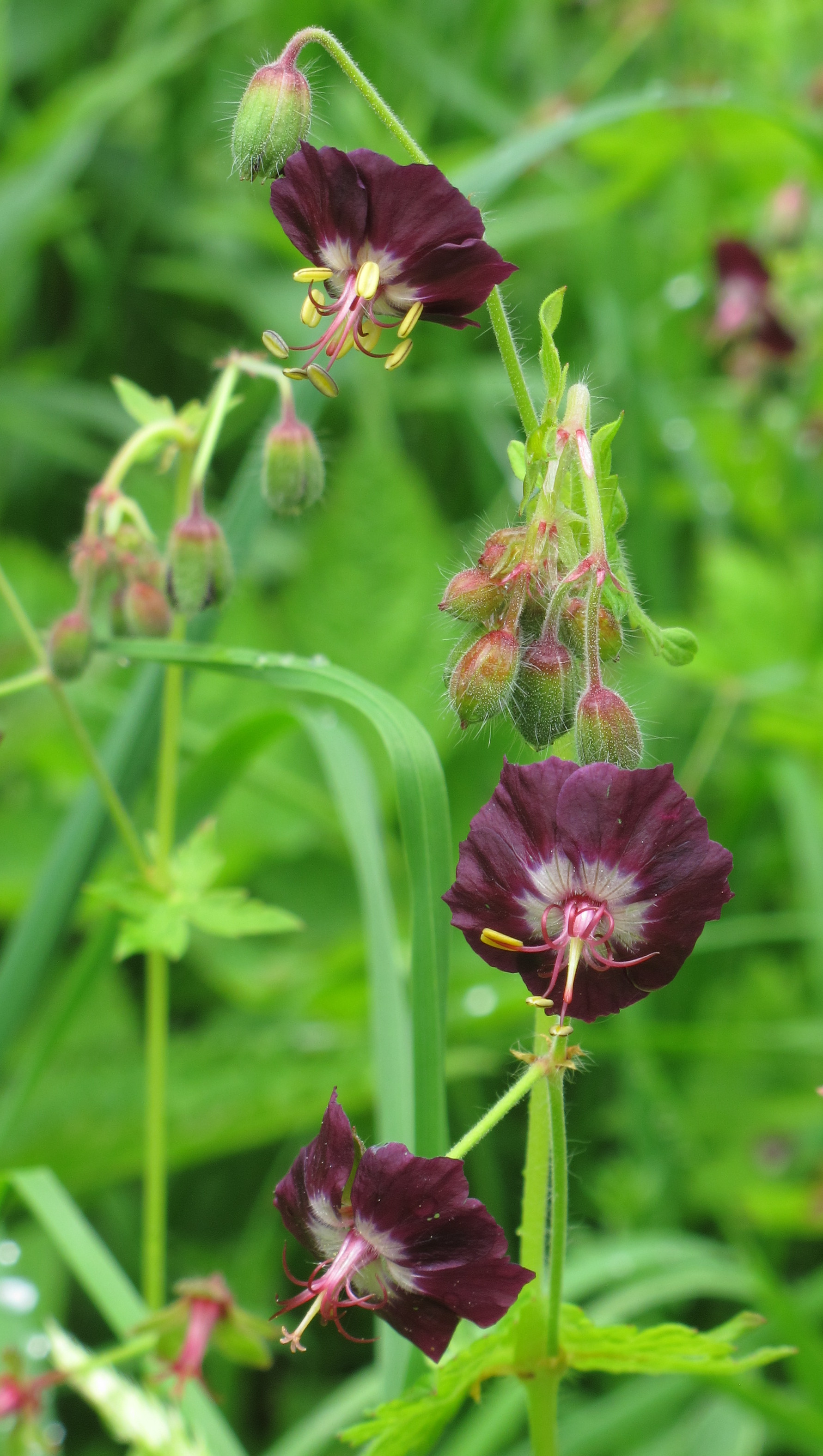
Kakost hnědočervený
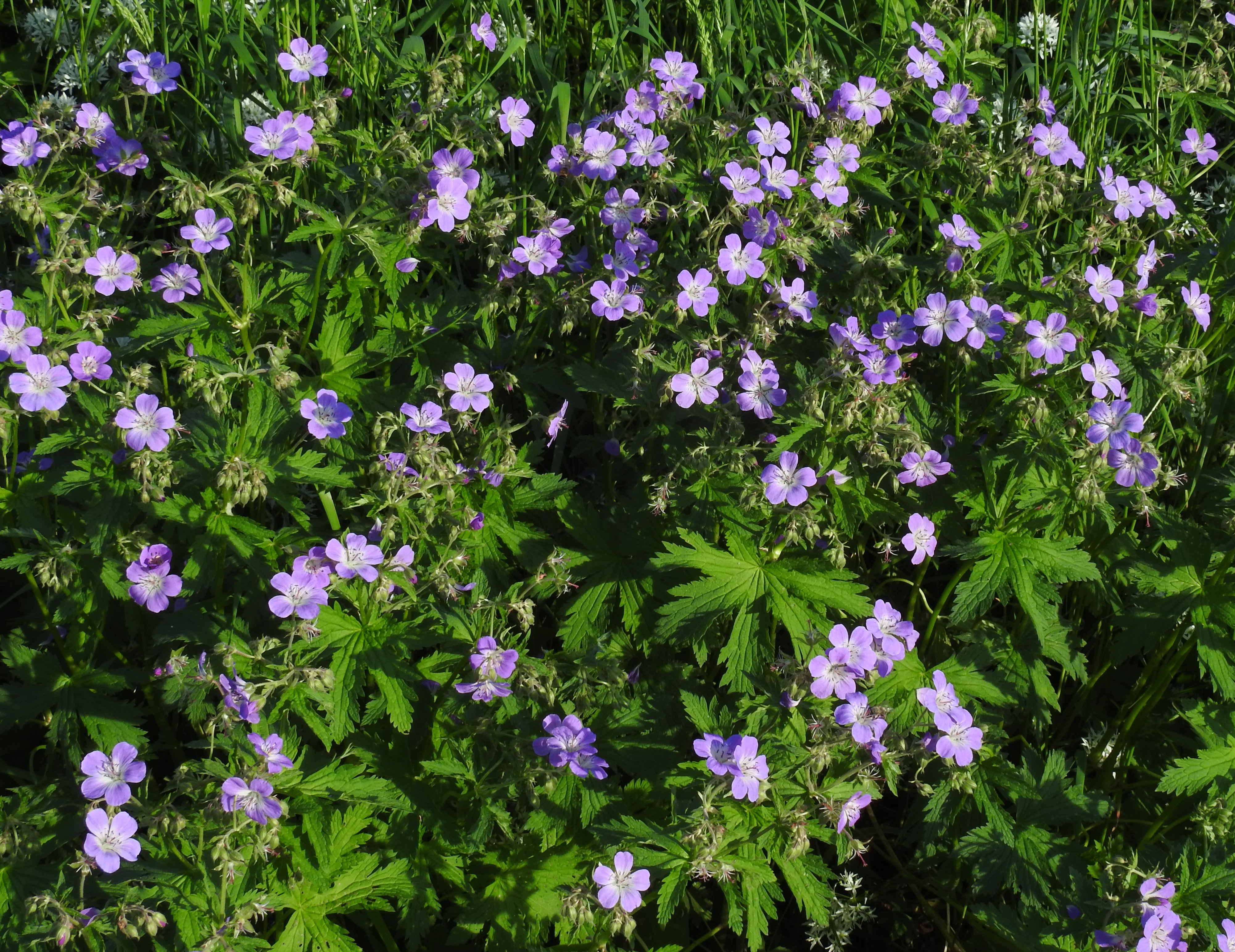
Kakost lesní
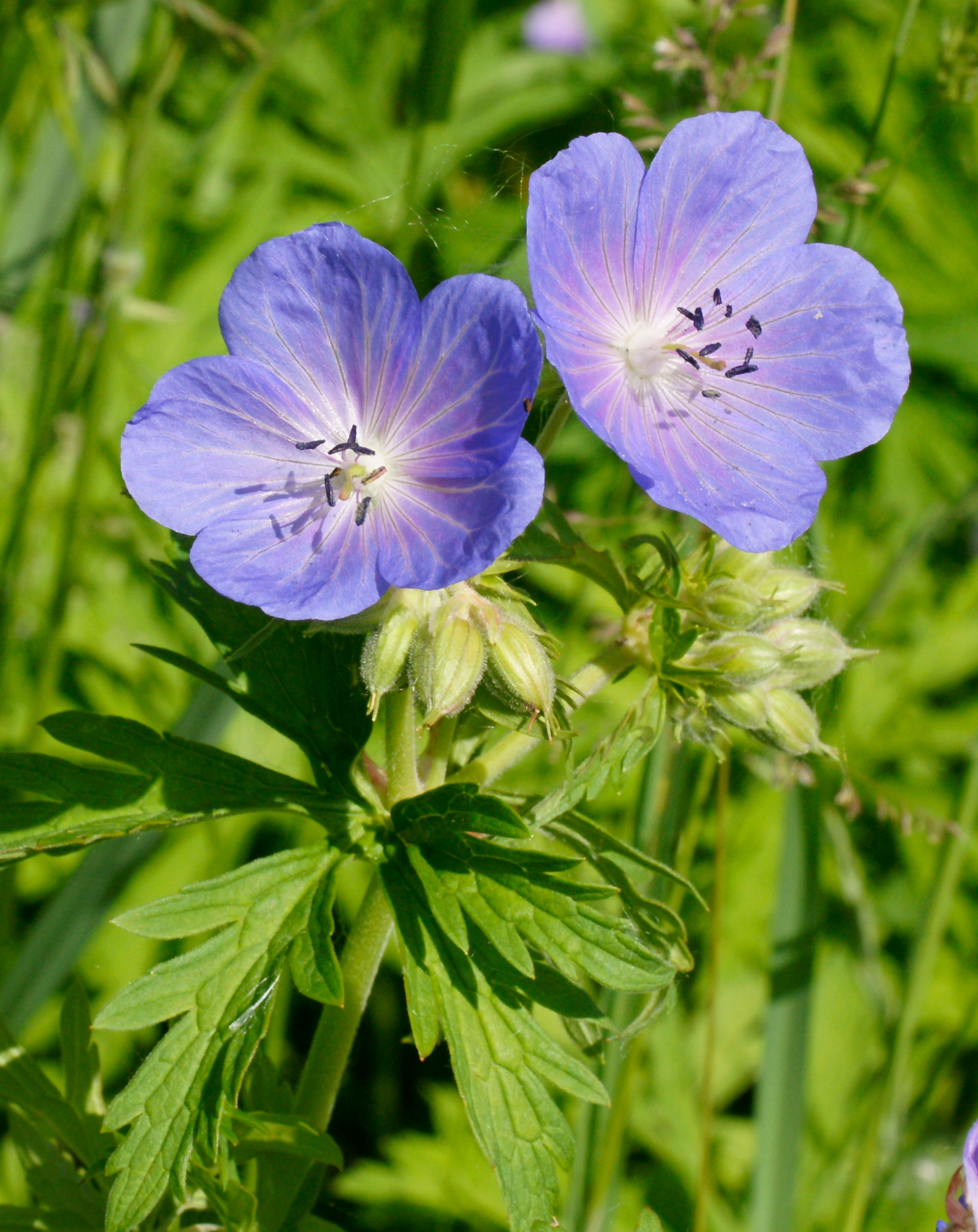
Kakost luční
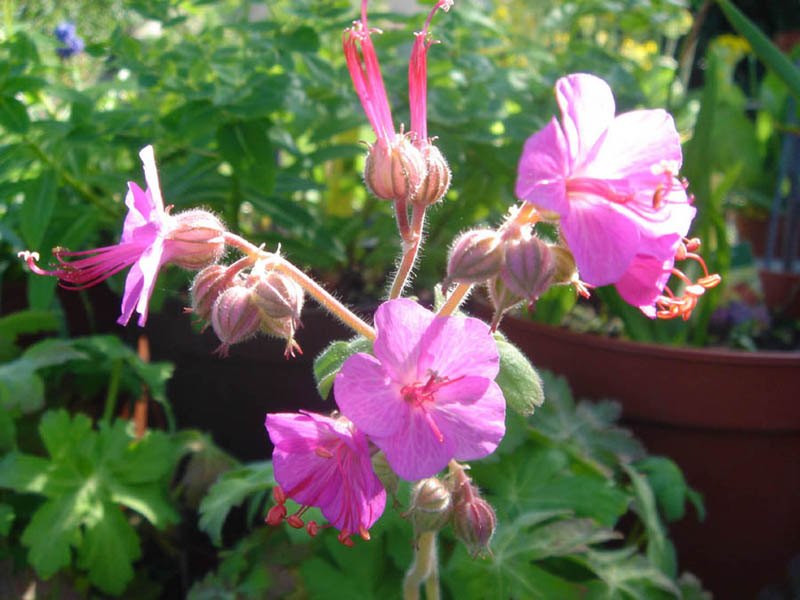
Kakost oddenkatý
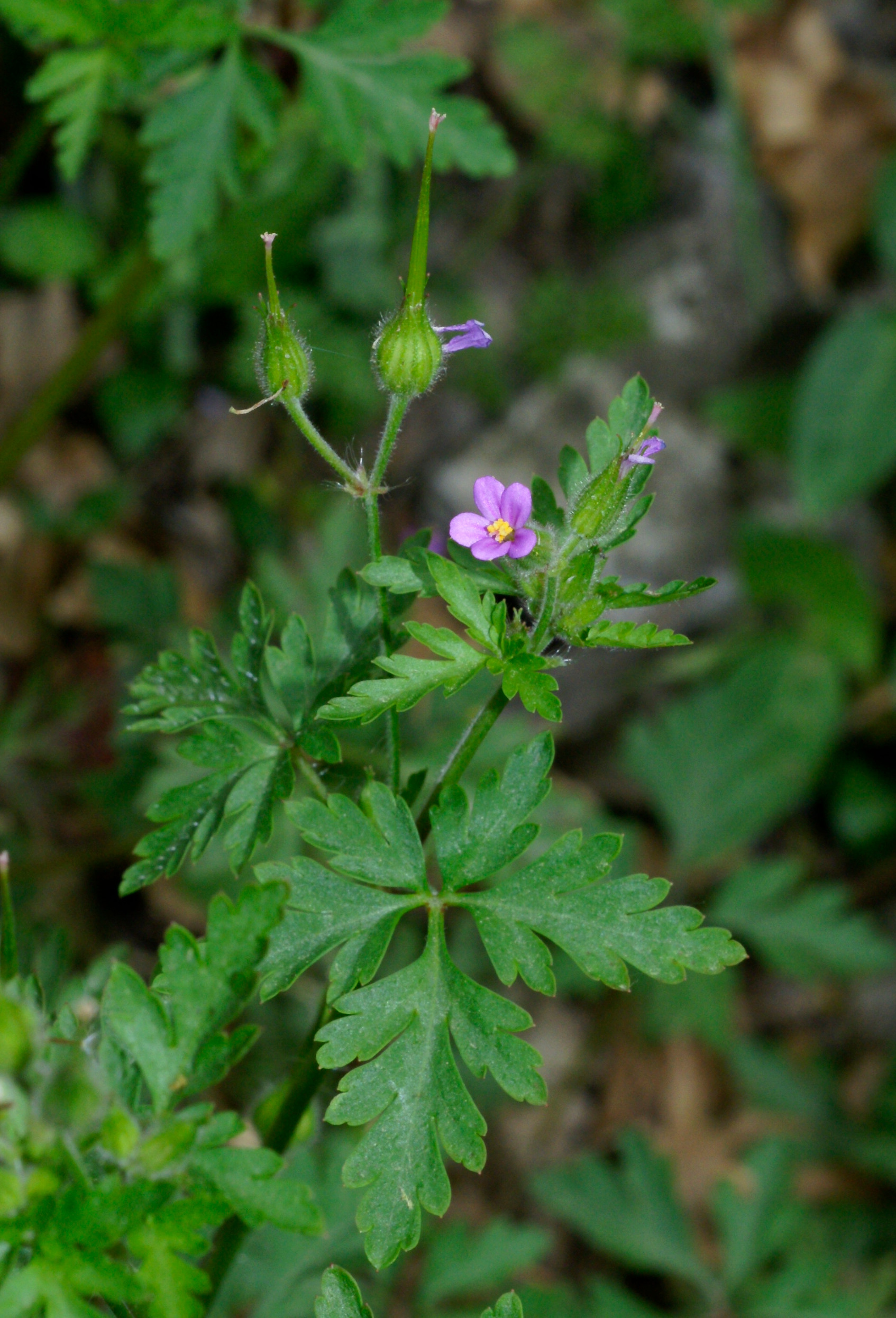
Kakost purpurový
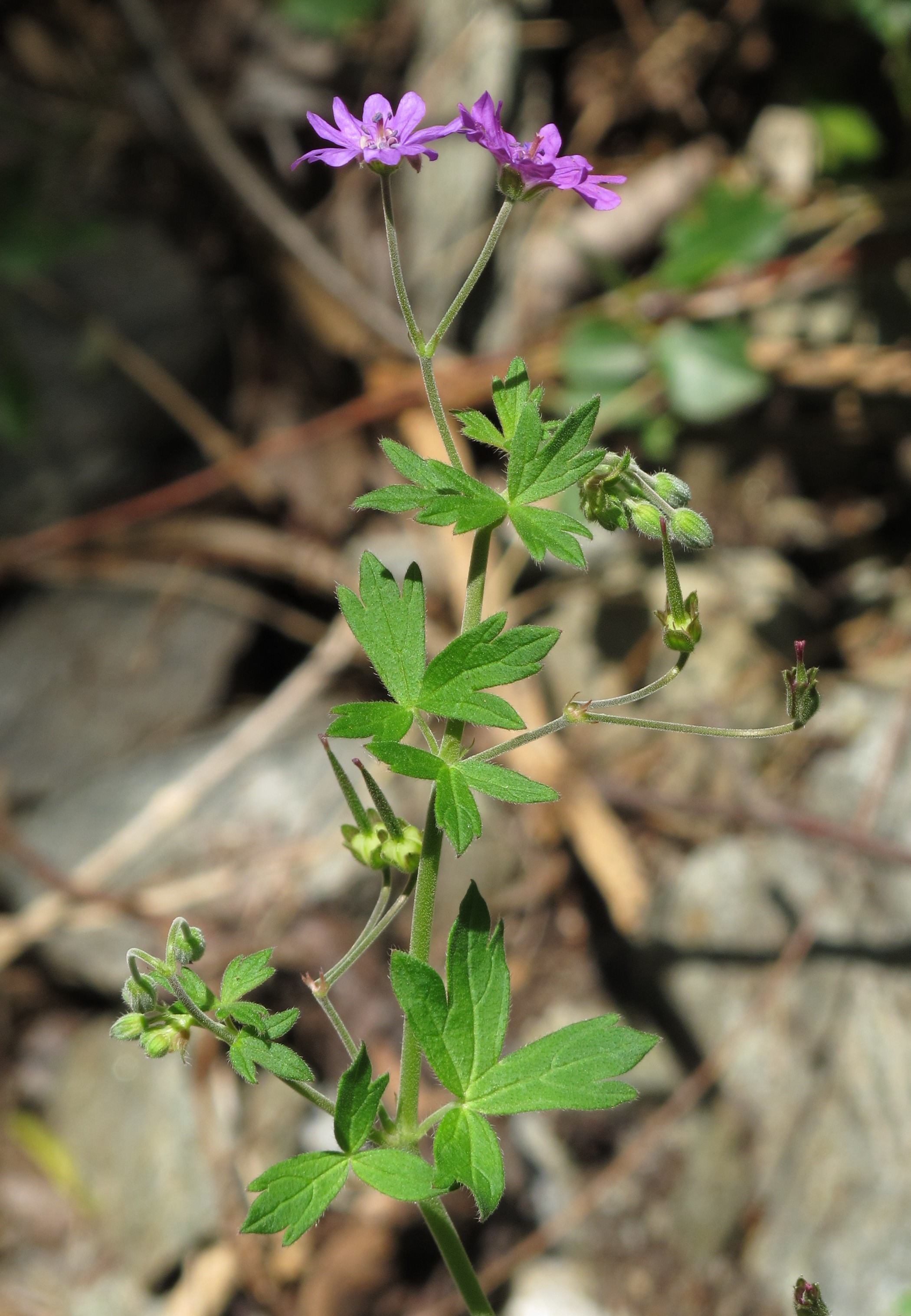
Kakost pyrenejský
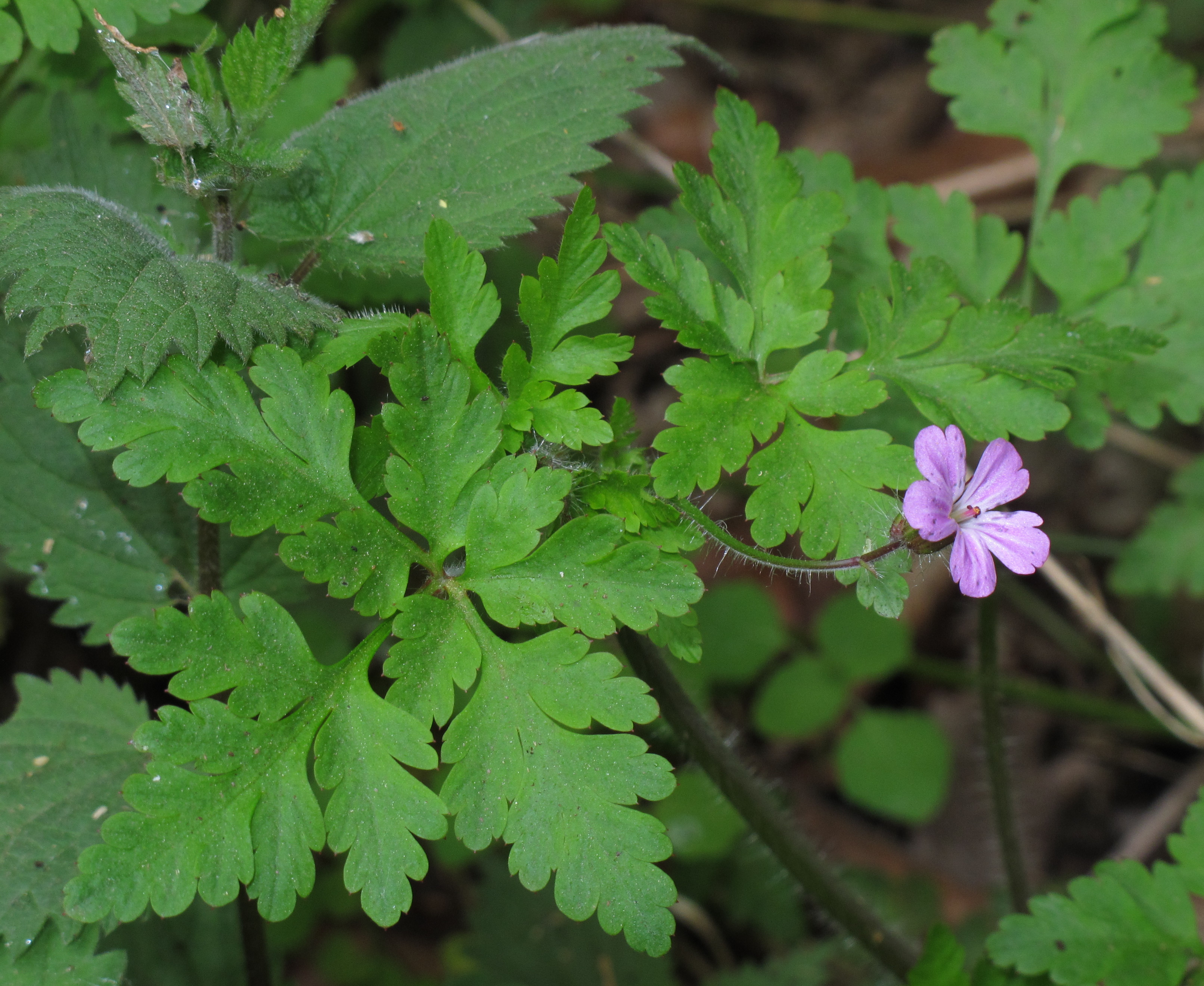
Kakost smrdutý
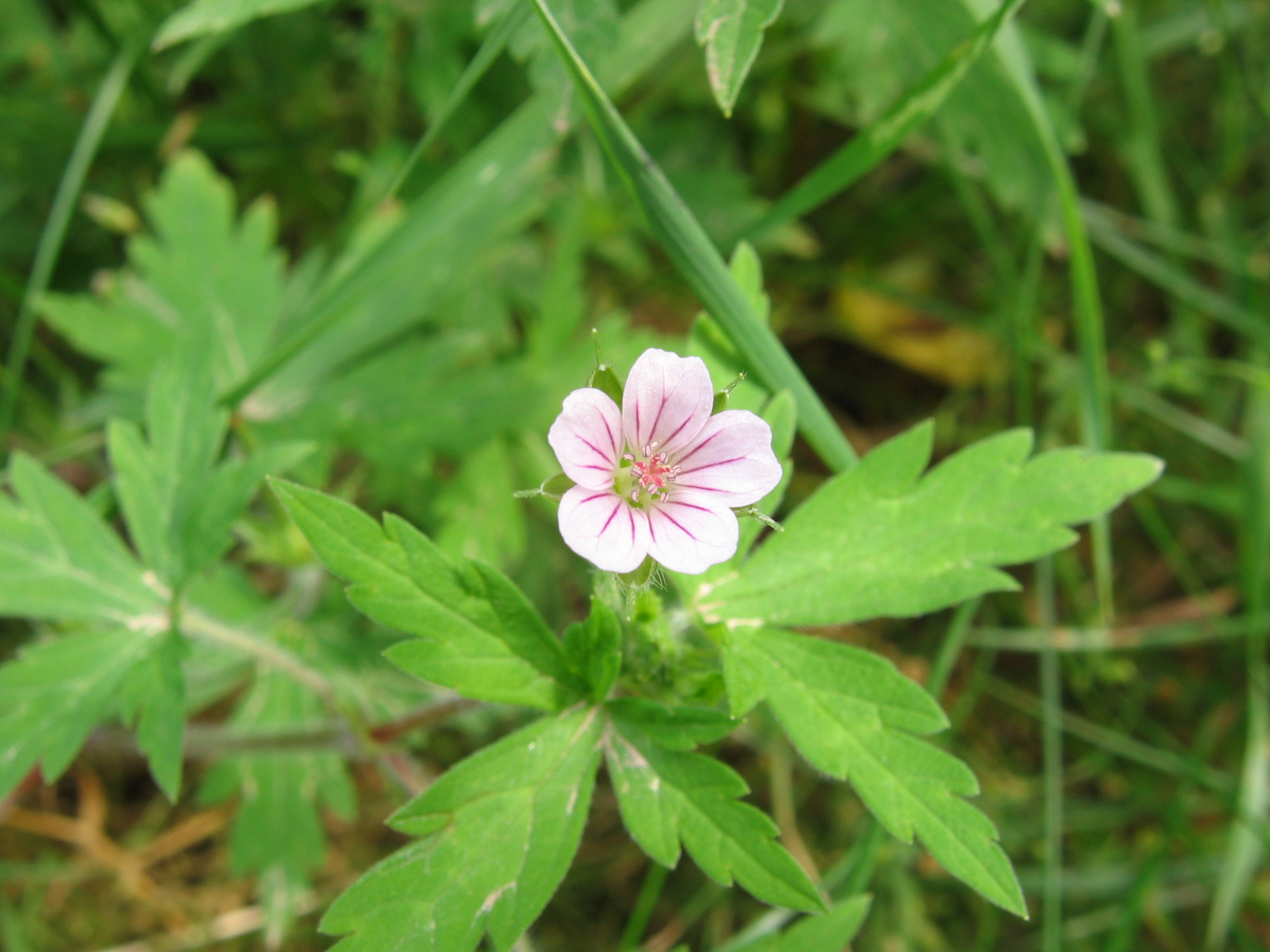
Kakost sibiřský